# Joel Iglesias
Pour les articles homonymes, voir Iglesias.
Joel Iglesias Leyva, (né en août 1941 à El Tablón (Cuba) - mort en novembre 2011) est un militaire cubain qui combattit sous les ordres de  Che Guevara. Il devint lieutenant à 15 ans et commandant à 17, le plus jeune de la révolution cubaine.

## Biographie
Né dans une famille de paysans pauvres (Guajiros) qui a migré à Santiago de Cuba lorsqu'il a neuf ans. Sa famille devient sympathisante du Mouvement du 26 juillet commandé par Fidel Castro.
Joel Iglesias rejoint les rangs des guerilleros dans la Sierra Maestra au début 1957, alors qu'il a 14 ans.
Il a son baptême du feu lors des combats d'El Ubero, où assigné dans le peloton de Che Guevara, il reste ensuite avec lui et quelques autres guérilleros cinquante jours cachés dans la jungle pour protéger et guérir sept blessés. Quand ils reviennent au campement, ils sont un groupe de 27 combattants autonomes.
Guevara lui apprend personnellement à lire et écrire et il rejoint la quatrième colonne. Joel Iglesias est grièvement blessé de six balles à la bataille de Hombrito le 29 novembre 1957. Che Guevara le transporte depuis les combats jusqu'à l'hôpital de campagne où il est opéré et soigné.
Il rejoint la huitième colonne et lors de la bataille de Fomento fin novembre 1958 il est à nouveau grièvement blessé (une balle lui  brise la clavicule, la mâchoire et lui traverse la gorge). Il est emmené à la clinique de Fomento où arrive Guevara qui démontre son affection pour le jeune homme, puis à l'hôpital militaire de La Havane lors de la victoire de la révolution.
Après la révolution il est nommé président de l'Association des jeunesses rebelles, qui deviennent plus tard « jeunesses communistes », jusqu'en 1964. Il est ensuite diplômé en sciences sociales de l'école supérieure du parti Ñico López en 1974.
En 1975 il écrit le livre De la Sierra Maestra al Escambray.

## Œuvres
- Iglesias, Joel; De la Sierra Maestra al Escambray, 1975, La Habana

## Sources
- Anderson, Jon Lee, Che Guevara. Una vida revolucionaria, 1997, Barcelona: Anagrama,  (ISBN 84-339-2572-5) (OCLC 74881198)